# مارتن جونسون (لاعب كريكت)
مارتن جونسون (18 مارس 1964 في دومينيكا - ) هو لاعب كريكت كندي.

## وصلات خارجية
- مارتن جونسون على موقع إي آس بي آن كريك إنفو (الإنجليزية)